# Safir
Safir (перс. سفیر, означає «посол»)— іранський повнопривідний легковий автомобіль підвищеної прохідності (позашляховик).
Це легка машина, яка розроблена на базі американського «джипу» M-38 перш за все як носій зброї. Вперше продемонстровано публіці в 2008.

## Варіанти
- РСЗВ 107-мм «Фаджр» 1
- протитанковий варіант (106-мм безвідкатна гармата, ПТРК «Туфан», 9К11 «Малютка» або «Тоусан»
- командно-штабна машина
- медична
- пересувна радіостанція